# Fatima: Ostatnia tajemnica
Fatima: Ostatnia tajemnica (org. Fátima, el último misterio) − hiszpański film z gatunku fabularyzowany dokument. Poświęcony słynnym  objawieniom Matki Bożej w Fatimie.

## Treść
Poszukująca pracy montażystka, Mónica, dostaje propozycję zmontowania filmu o konsekwencjach objawień fatimskich. Będąc agnostyczką przyjmuje zlecenie z niechęcią. Okazuje się, że praca ta zupełnie  odmieni jej życie.

## Obsada[2]
- Eva Higueras - Mónica
- Fran Calvo - Víctor
- Cristina Gonzalez del Valle - María
- Álex Larumbe	- Juan
- Enric Chenoll	- Daniel
- Carlos Cañas - Lekarz